# Csíkosfejű gyémántmadár
A csíkosfejű gyémántmadár (Pardalotus striatus) a madarak osztályának verébalakúak (Passeriformes) rendjébe és az ausztrálposzáta-félék (Pardalotidae) családjába tartozó faj.

## Előfordulása
Ausztrália területén honos.

## Alfajai
- Pardalotus striatus barroni
- Pardalotus striatus bowensis
- Pardalotus striatus melanocephalus Gould, 1838
- Pardalotus striatus melvillensis Mathews, 1912
- Pardalotus striatus ornatus
- Pardalotus striatus restrictus
- Pardalotus striatus striatus
- Pardalotus striatus substriatus
- Pardalotus striatus uropygialis Gould, 1840

## Megjelenése
Testhossza 11 centiméter. A nemek hasonlóak. Fejteteje fekete, szemsávja fehér és narancssárga. Háta és oldala szürke, hasa fehér, élénk sárga foltokkal. Szárnya fekete, fehér csíkokkal.
|  |  |  |

## Életmódja
Rovarokkal táplálkozik.

## Szaporodása
Fészkét növényi anyagokból építi.